# Poprusanovo, Silistra
Poprusanovo (în bulgară Попрусаново, în română Aratmagea) este un sat în comuna Kainardja, regiunea Silistra, Dobrogea de Sud, Bulgaria. 
Între anii 1913-1940 a făcut parte din plasa Curtbunar a județului Durostor, România.

## Demografie
Componența etnică a satului Poprusanovo
     Turci (32,14%)
     Bulgari (64,28%)
     Nicio identificare (3,57%)
     Altele (0%)
La recensământul din 2011, populația satului Poprusanovo era de 28 locuitori. Din punct de vedere etnic, majoritatea locuitorilor (64,28%) erau bulgari, cu o minoritate de turci (32,14%). Pentru 3,57% din locuitori nu este cunoscută apartenența etnică.